# 貝恩體育館
貝恩體育館是位於瑞典厄勒布魯的室內冰球體育館。為厄勒布魯HK的主場。體育館於於1965年1月1日啟用可容納4,400名觀眾，經過從2010年開始並於2011年9月完成的翻新後，可容納人數增加到 5,200人。2011年9月28日，體育館的翻修工程完工。目前可容納5,500人。